# Supercoppa d'Israele 2021
La Supercoppa d'Israele 2021 è stata la 31ª edizione della competizione calcistica israeliana, che si è disputata il 25 luglio 2021 allo Stadio Sammy Ofer di Haifa e ha visto sfidarsi il Maccabi Haifa, vincitore del campionato nazionale, e il Maccabi Tel Aviv, vincitore della Coppa di Stato. Il Maccabi Haifa ha conquistato il trofeo per la quarta volta nella sua storia.

## Le squadre
| Squadre          | Qualificazione                          | Partecipazioni precedenti (il grassetto indica la vittoria) |
| ---------------- | --------------------------------------- | ----------------------------------------------------------- |
| Maccabi Haifa    | Vincitrice della Ligat ha'Al 2020-2021  | 5 (1962, 1984, 1985, 1989, 2016)                            |
| Maccabi Tel Aviv | Vincitore della Gvia HaMedina 2020-2021 | 9 (1965, 1968, 1970, 1977, 1979, 1988, 2015, 2019, 2020)    |

## Tabellino
| Arbitro: | Liran Liany |

|                        |           |  |
| Sahar 50’ Abu Fani 73’ | Marcatori |  |